# Guayaquiliana
Genre
Guayaquiliana est un genre d'opilions laniatores de la famille des Cranaidae.

## Distribution
Les espèces de ce genre sont endémiques d'Équateur.

## Liste des espèces
Selon World Catalogue of Opiliones (11/08/2021) :
- Guayaquiliana bilunata (Roewer, 1913)
- Guayaquiliana franciscoi Villarreal & Kury, 2021
- Guayaquiliana reticulata (Roewer, 1959)

## Publication originale
- Mello-Leitão, 1935 : « Dois novos gêneros de Gonyleptidae. » Annaes da Academia Brasileira de Sciencias, vol. 7, no 1, p. 1–3.